# Donna Lewis
Pour les articles homonymes, voir Lewis.
Donna Lewis, née le 6 août 1959 à Cardiff, est une chanteuse et auteure-compositrice-interprète pop galloise, connue du grand public pour son titre I Love You Always Forever.

## Biographie
Originaire du Pays de Galles, fille d'un pianiste de jazz, Donna Lewis se met à la musique dès l'âge de 6 ans. Ses modèles de l'époque sont Elton John et Rickie Lee Jones, et dès l'âge de 14 ans, elle écrit ses premières chansons.
Après avoir étudié la musique et l'art dramatique, Donna décide de tenter sa chance et passe quatre années à jouer des reprises et son propre répertoire dans les bars.
La roue tourne enfin en 1994 quand l'artiste est repérée par le label Atlantic Records, qui lui présente le producteur Kevin Killen, connu pour son travail avec le groupe de rock irlandais U2, Kate Bush et Elvis Costello.
Le résultat, c'est Now in a minute, premier album sorti en 1996, mêlant pop et ambiances atmosphériques. La voix éthérée de Donna Lewis séduit et la situe d'emblée entre Sinead O'Connor et Enya. Le single de ce premier opus est I Love You Always Forever. C'est contre toute attente que les ventes sont dopées par ce tube, qui grimpe en deuxième place des charts britanniques. Donna récidive en 1998 avec l'album Blue planet.
Elle a aussi participé à la réalisation de la chanson At the beginning, en duo avec l'américain Richard Marx, dans le film d'animation Anastasia.

## Discographie

### Albums studio
- 1996 - Now in a Minute
- 1998 - Blue Planet
- 2002 - Be Still
- 2007 - In the Pink
- 2015 - Brand New Day
- 2024 - Rooms With a View

### Singles
- I Love You Always Forever (1996)
- Without Love (1996)
- I Could Be the One (1998)
- Love Him (1998)
- In the Pink (2007)